# Royal Blood (album)
Royal Blood è il primo album in studio del gruppo musicale britannico omonimo, pubblicato il 25 agosto 2014 dalla Black Mammoth Records e dalla Warner Bros. Records.

## Descrizione
Registrato tra il 2013 ed il 2014 presso i Rockfield Studios di Monmouth (Galles), l'album si compone di dieci brani, di cui tre originariamente presenti nell'EP di debutto del duo, Out of the Black. Alla produzione ha partecipato Tom Dalgety. Il primo singolo Figure It Out è stato diffuso dal 2 luglio 2014, seguito da Ten Tonne Skeleton, uscito il 5 settembre e promosso il successivo ottobre dal relativo video musicale.
Nel 2014 l'album ha ricevuto una candidatura all'annuale Premio Mercury.

## Tracce
Testi e musiche di Mike Kerr e Ben Thatcher, eccetto dove indicato.
1. Out of the Black – 4:00
2. Come on Over – 2:51
3. Figure It Out – 3:04
4. You Can Be So Cruel – 2:44
5. Blood Hands – 3:07
6. Little Monster – 3:32
7. Loose Change – 2:35 (Mike Kerr, Ben Thatcher, Dave Murray)
8. Careless – 3:21
9. Ten Tonne Skeleton – 3:07 (Mike Kerr, Ben Thatcher, Dave Murray)
10. Better Strangers – 4:12

Tracce bonus nell'edizione giapponese
1. Hole – 4:32
2. You Want Me – 2:43
3. Love and Leave It Alone – 3:24

## Formazione
Gruppo
- Mike Kerr – voce, basso
- Ben Thatcher – batteria

Produzione
- Royal Blood – produzione
- Tom Dalgety – produzione, registrazione, missaggio (tracce 1, 3, 5 e 7)
- Alan Moulder – missaggio (tracce 2, 4, 6, 8, 9 e 10)
- John Davis – mastering

## Classifiche

### Classifiche settimanali
| Classifica (2014)         | Posizione massima |
| ------------------------- | ----------------- |
| Australia                 | 3                 |
| Austria                   | 24                |
| Belgio (Fiandre)          | 5                 |
| Belgio (Vallonia)         | 19                |
| Canada                    | 16                |
| Danimarca                 | 18                |
| Finlandia                 | 14                |
| Francia                   | 48                |
| Germania                  | 40                |
| Italia                    | 83                |
| Norvegia                  | 14                |
| Nuova Zelanda             | 6                 |
| Paesi Bassi               | 13                |
| Regno Unito               | 1                 |
| Stati Uniti (alternative) | 2                 |
| Stati Uniti (tastemaker)  | 25                |
| Svizzera                  | 6                 |
| Classifica (2015)         | Posizione massima |
| Stati Uniti               | 17                |
| Stati Uniti (hard rock)   | 1                 |
| Stati Uniti (rock)        | 4                 |

### Classifiche di fine anno
| Classifica (2014)       | Posizione |
| ----------------------- | --------- |
| Belgio (Fiandre)        | 59        |
| Belgio (Vallonia)       | 184       |
| Regno Unito             | 22        |
| Stati Uniti (hard rock) | 44        |